# Tony Reedus
Tony Reedus (* 22. September 1959 in Memphis, Tennessee; † 16. November 2008 in New York City) war ein US-amerikanischer Jazzschlagzeuger mit ausbalanciertem, kraftvoll treibendem Stil.

## Leben und Wirken
Reedus begann mit 14 Jahren Schlagzeug zu spielen und bald darauf mit seiner Schulband. Durch seinen Onkel James Williams (ehemaliger Pianist der Jazz Messengers) angeregt, begann er Jazz zu spielen. Er entwickelte seine Vorstellungen vom Schlagzeugspiel während der Highschoolzeit und durch die Untersuchung der Stile  seiner Vorbilder wie Chick Webb, Art Blakey, Louis Hayes, Max Roach, Elvin Jones, Tony Williams und Victor Lewis.
Reedus schrieb sich 1978 in der Memphis State University ein. Gleichzeitig arbeitete er in lokalen Jazzclubs mit Saxofonist Herman Green und vielen anderen Musikern aus Memphis. Während dieser Zeit spielte er auch mit Größen wie Milt Jackson, Slide Hampton und Frank Foster. Während eines Auftritts im Blue's Alley in Memphis war der anwesende Trompeter Woody Shaw so beeindruckt, dass er ihn um ein Vorspielen bei ihm in New York bat. Nach einem erfolgreichen Versuch verließ Reedus die Uni, um sich Shaws Gruppe anzuschließen, der noch Steve Turré, Mulgrew Miller und Stafford James angehörten. 1981 machte er seine erste Aufnahme auf Shaws United, tourte weiter mit der Band des Trompeters (Basel 1980, Live in Bremen 1983) und blieb bei der Band, bis sie sich 1983 auflöste.
Seitdem gehörte Reedus wechselnden Bands im New Yorker Raum und weltweit an, so dem Mercer Ellington Orchester, Art Farmer, Bobby Hutcherson, Freddie Hubbard, Kenny Garrett, Mulgrew Miller, George Coleman, Benny Golson, Joe Lovano, Phineas Newborn und vielen anderen. In den letzten Jahren arbeitete er regelmäßig in der Band des Gitarristen Dave Stryker und mit dem Keyboarder und Organisten Mike LeDonne.
Tony Reedus nahm drei eigene Alben auf.
Er starb an einer Lungenembolie auf dem Weg ins Krankenhaus, nachdem er auf dem Flughafen bei der Rückkehr von einem Konzert in Italien zusammengebrochen war.

## Diskografie
- People Get Ready
- Minor Thang, veröffentlicht Juli 1996
- Incognito
- The Far Side